# Организация за ислямско сътрудничество
Организацията за ислямско сътрудничество (съкратено ОИС) е международна организация на ислямските държави. Създадена е като Организация „Ислямска конференция“ (съкратено ОИК); преименувана е през 2011 г.
В нея членуват 57 държави от Близкия изток, Африка, Централна Азия, Кавказието, Балканите, Югоизточна Азия, Южна Азия и Южна Америка. Официалните езици на организацията са: арабски, английски и френски. Членството на Турция в Организацията за ислямско сътрудничество временно е спряно

## Цели
Организацията е основана на принципите на солидарност и взаимопомощ на страните членки и пази светите за исляма места. В конфликта между Израел и Палестина организацията застава на страната на палестинците.

## История
Организацията е основана на конференция от държавните глави на мюсюлманските държави в Рабат (Мароко) през 1969 г. Целта е да подкрепя ислямската солидарност в социалната, икономическата и политическата сфера в борбата против колониализма, неоколониализма и расизма, както и да подкрепя Организацията за освобождение на Палестина.
Със статут на наблюдатели са: Босна и Херцеговина, Русия и Централноафриканската република, а също така и Националноосвободителният фронт на Филипините Моро, както и редица международни организации – Организацията на обединените нации, Движение на необвързаните страни и др. Централата на организацията се намира в гр. Джида (Саудитска Арабия).

## Генерални секретари на ОИК
1. Тунку Абдул Рахман (Малайзия): (1971 – 1973)
2. Хасан ал Тухами (Египет): (1974 – 1975)
3. Д-р Амаду Карим Гайе (Сенегал): (1975 – 1979)
4. Хабиб Чати (Тунис): (1979 – 1984)
5. Сайед Шарифудин Пирзада (Пакистан): (1985 – 1988)
6. Д-р Хамид Алгабид (Нигер): (1989 – 1996)
7. Д-р Азедин Лараки (Мароко): (1997 – 2000)
8. Д-р Абделуахед Белкезиз (Мароко): (2001 – 2004)
9. Д-р Екмеледин Ихсаноглу (Турция): (2005 – )

## Държави членки
В Организацията за ислямско сътрудничество членуват 57 държави членки, 56 от които са класифицирани от Обединените нации като суверенни държави. Някои, особено в Западна Африка са с голямо население, изповядващо Исляма, но не непременно с мюсюлманско мнозинство. Някои държави със значително мюсюлманско население, като Русия и Тайланд, заседават като страни – наблюдатели, докато други като Индия или Етиопия не са членове.
Колективното население на държавите членки на ОИС е повече от 1,8 милиарда през 2018 година.
| - Азербайджан - Алжир - Албания - Афганистан - Бангладеш - Бахрейн - Бенин - Бруней - Буркина Фасо - Габон - Гамбия - Гаяна | - Гвинея - Гвинея-Бисау - Джибути - Египет - Индонезия - Йордания - Ирак - Иран - Йемен - Камерун - Казахстан - Катар | - Киргизстан - Коморски острови - Кот д'Ивоар - Кувейт - Ливан - Либия - Мавритания - Малайзия - Мали - Малдиви - Мароко | - Мозамбик - Нигер - Нигерия - Обединени арабски емирства - Оман - Пакистан - Палестина - Саудитска Арабия - Сенегал - Сирия - Сомалия | - Судан - Суринам - Сиера Леоне - Таджикистан - Того - Тунис - Туркменистан - Турция - Уганда - Узбекистан - Чад |

Наблюдатели:
- Русия
- Босна и Херцеговина
- Централноафриканска република
- Тайланд
- Северен Кипър
- ООН
- Лига на арабските държави
- Африкански съюз

## Конференции
| Номер           | Дата                             | Място            | Град        |
| --------------- | -------------------------------- | ---------------- | ----------- |
| 1-ва            | 22 септември – 25 септември 1969 | Мароко           | Рабат       |
| 2-a             | 22 февруари – 24 февруари 1974   | Пакистан         | Лахор       |
| 3-та            | 25 януари – 29 януари 1981       | Саудитска Арабия | Мека и Таиф |
| 4-та            | 16 януари – 19 януари 1984       | Мароко           | Казабланка  |
| 5-а             | 26 януари – 29 януари 1987       | Кувейт           | Кувейт      |
| 6-а             | 9 декември – 11 декември 1991    | Сенегал          | Дакар       |
| 7-а             | 13 декември – 15 декември 1994   | Мароко           | Казабланка  |
| 1-ва Извънредна | 23 март 1997                     | Пакистан         | Исламабад   |
| 8-а             | 9 декември – 11 декември 1997    | Иран             | Техеран     |
| 9-а             | 12 ноември – 13 ноември 2000     | Катар            | Доха        |
| 2-ра Извънредна | 5 март 2003                      | Катар            | Доха        |
| 10-а            | 16 октомври – 17 октомври 2003   | Малайзия         | Путраджая   |
| 3-та Извънредна | 7 декември – 8 декември 2005     | Саудитска Арабия | Мека        |
| 11-а            | 13 март – 14 март 2008           | Сенегал          | Дакар       |